# エアロペリカン航空
エアロペリカン航空（エアロペリカンこうくう）と通称される、エアロペリカン・エア・サービス (Aeropelican Air Services Pty Ltd) は、かつてニューサウスウェールズ州ニューカッスルを中心に活動していたオーストラリアの地域航空会社。おもな拠点はニューカッスル空港で、シドニー国際空港もハブ空港となっていた。

## 沿革
この航空会社は、1968年10月23日に設立され、1971年7月1日からセスナ402を使用した運行が始まった。当初は、ニューカッスルのヒルダー家 (Hilder family) が所有していたが、1980年に売却され、後に破綻したアンセット・オーストラリア航空と提携していたマスリング航空 (Masling Airlines) が保有することになった。以降は、アンセットを補完する運航がおこなわれるようになり、やがてアンセットが全面的に所有する子会社となった。
エアロペリカンの主要路線は、シドニーと、ニューカッスルの南部郊外に位置するベルモント空港（Belmont Airport：後のレイク・マッコーリー空港）とを結ぶ路線で、デ・ハビランド・カナダ DHC-6 ツイン・オッターを用いた頻繁な往来がおこなわれていた。もともとエアロペリカンは、ベルモント空港を所有していた。
2001年に親会社のアンセット・オーストラリアが破綻し、エアロペリカンの破産申請がなされた。2002年4月には、インターナショナル・エア・パーツ (International Air Parts) 社が、エアロペリカンを取得した。2003年6月20日、エアロペリカンは、リージョナル・エクスプレスと商業契約を締結した。

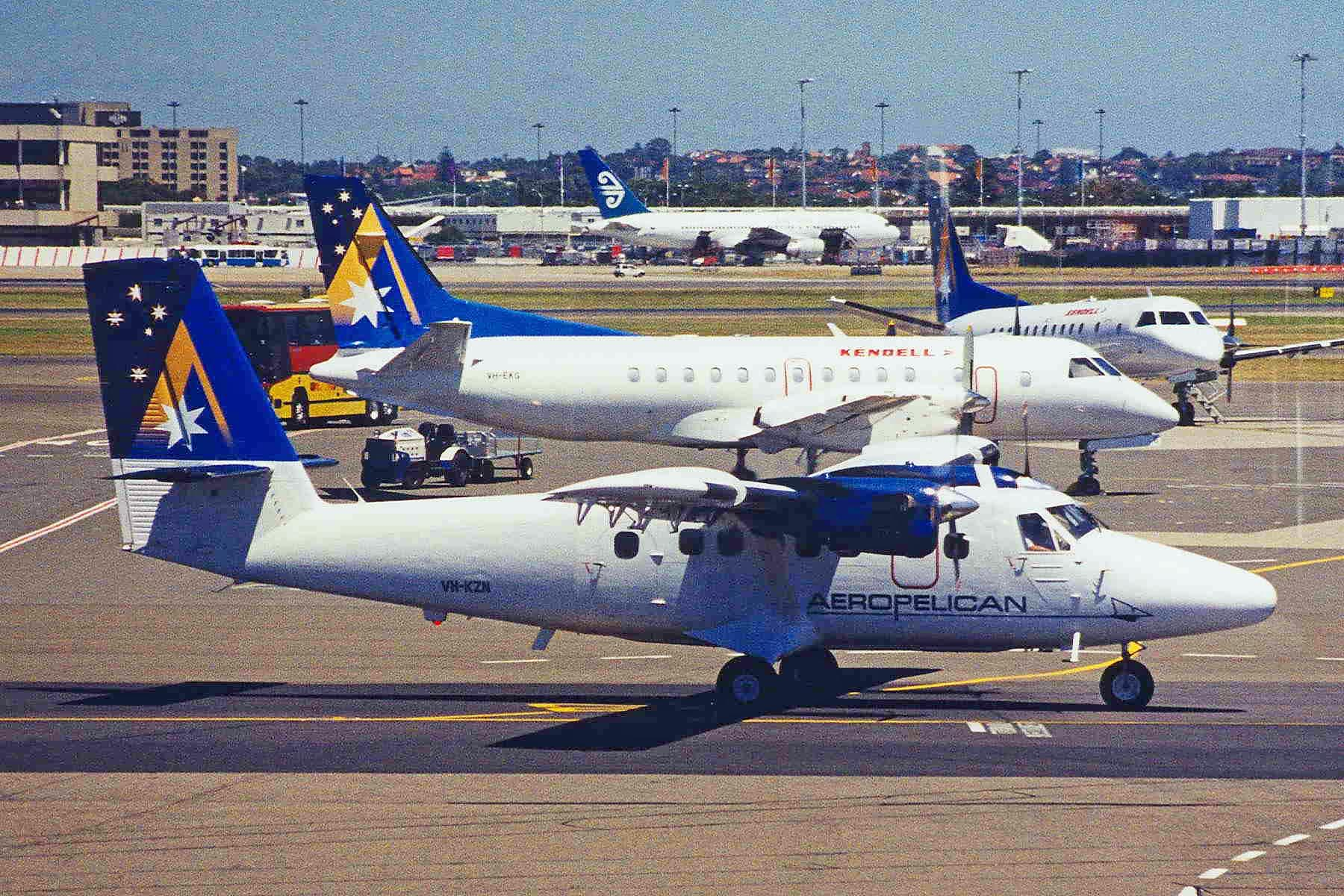
エアロペリカンのツイン・オッター300（手前）と、ケンデル航空のサーブ 340（2機）。

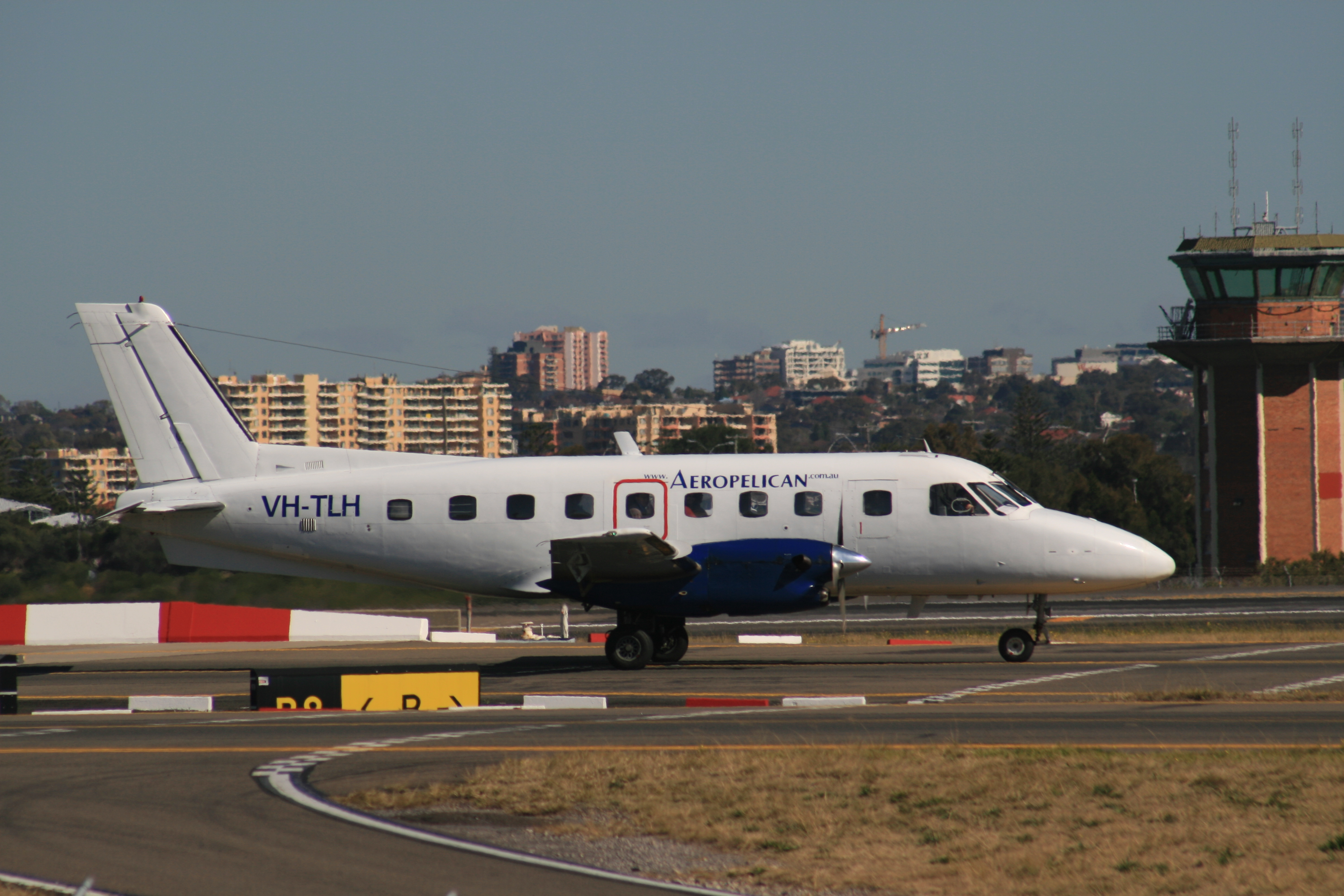
シドニー国際空港に駐機する、エアロペリカンのエンブラエル バンデイランテ。

エアロペリカンは、シドニーから、ニューカッスルのもう一つの空港で中心市街地の北側ウィリアムタウンにあるニューカッスル空港への定期便の運航を2004年3月1日から始めた。2004年9月20日からは、エンブラエル バンデイランテのウィリアムタウンからの運航が始まり、それ以前から就航していたツイン・オッター2機を補完することになった。2005年3月には、ベルモント空港からの運航が打ち切られた。2005年には、フェアチャイルド メトロ23が導入され、ツイン・オッター2機が退役した。2006年には、新たな路線の開設計画とともに、BAe ジェットストリーム32が3機発注された。2006年12月、ビッグ・スカイ・エクスプレス (Big Sky Express) の運航停止を受けて、シドニーからインベレルへの路線がエアロペリカンに与えられた。2007年に最初の2機のジェットストリーム32が導入され、メトロが退役した。2007年12月、エアロペリカンは、当局の承認が得られれば、ニューカッスルとタムワースを結ぶ路線を2008年2月12日から運すると発表した。その後、民間航空安全機関からの認可を受けたエアロペリカンは、この路線の運航を開始したが、9月には、十分な数の乗客を確保できなかったとして、タムワース便の運航を停止した。
2008年、インターナショナル・エア・パーツは、エアロペリカンをビジネス・エア・ホールディングス (Business Air Holdings) に売却した。

## ブリンダベラ航空との合併と破綻
2011年10月、エアロペリカンの最高商務責任者ファブリス・ビネット (Fabrice Binet) は、キャンベラを拠点とする地域航空会社ブリンダベラ航空が、大株主たちの撤退を受けて、エアロペリカンと合併する見通しであると述べた。この合併によって、BAe ジェットストリーム 41が2機、ターボプロップのメトロライナーIIIが3機、エアロペリカンの機材に加わるものと見込まれた。また、BAe ジェットストリーム 41のうち1機は、2012年のスキー::・シーズンに、シドニーからクーマ・スノーウィー・マウンテンズ空港への路線に就航することが示唆された。実際、2012年のスキー・シーズンには、6月8日から9月8日まで、この路線が運航された。エアロペリカンが、自社の名義で事業をおこなった最後の日は、2013年6月24日であった。合併が完了し、すべての便は、ブリンダベラ航空のIATAコードであったFQで運航され、エアロペリカンの機材はリブランドされることになった。
2013年11月から12月にかけて、民間航空安全機関は、ブリンダベラ航空の機材について、エンジン検査やメインテナンスが遅延していることを理由に、次々と飛行差し止めを命じ、同社はすべての路線の運航停止を余儀なくされ、続いて12月15日には管財人の管理下に置かれることとなった。
2013年12月23日、十余名の整備要員だけを残し、140人いた従業員の大部分を削減することが公表された。
解雇されたエアロペリカンの元従業員たちは、旧エアロペリカンの機材を使う新しい航空会社フライペリカンを設立した。

## 運航路線
2012年4月の時点で、定期便が運航されていた路線は以下の通りであった。
- シドニー - マジ（英語版）
- シドニー - ナラブライ（英語版）
- シドニー - ニューカッスル
- ブリスベン - ナラブライ

## 機材

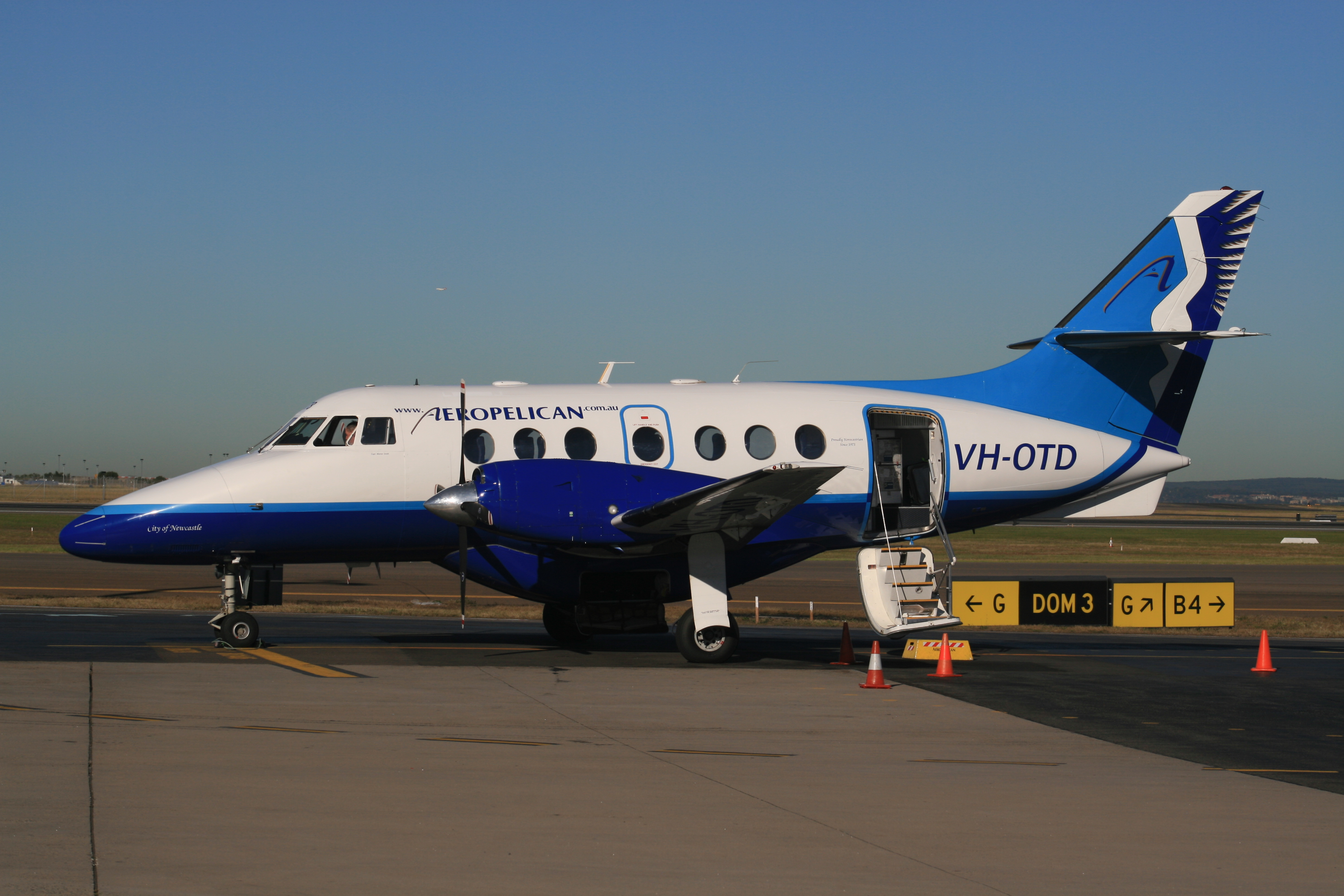
シドニー国際空港で撮影されたエアロペリカン最初のジェットストリーム32。搭乗口脇の機体には、「Proudly Novocastrian since 1973」と記されている。

2012年12月の時点でエアロペリカン航空の保有機材は次の通りであった。
- BAe ジェットストリーム 32（英語版） - 3機

## フライペリカン
エアロペリカンの元従業員の一部は、2015年にフライペリカンを設立し、旧エアロペリカンの機材を使用して運航を始めた。